# Chandoré
Chandoré era um deus da mitologia tupi-guarani. Segundo a lenda, teria sido enviado para matar o índio malvado Pirarucu, que desafiou Tupã, mas fracassou, pois Pirarucu se jogou no rio. Como castigo o índio transformou-se no atual peixe que leva o seu nome.